# Elisabeth Nagele
Elisabeth Nagele, née le 12 juin 1933 à Tumegl/Tomils et morte le 22 juin 1993, est une lugeuse suisse active dans les années 1950 et 1960.

## Biographie
En 1961, Elisabeth Nagele remporte le titre de championne du monde de luge simple, et reste la seule de son pays à ce jour à avoir gagné une compétition internationale de luge. Elle participe ensuite aux Jeux olympiques d'hiver de 1964 disputés à Innsbruck où elle termine douzième en simple. Après sa carrière sportive, durant les années 1980, elle a occupé des fonctions importantes dans la Fédération internationale de luge.

## Palmarès

### Championnats du monde
- Médaille d'or en luge simple en 1961 à Girenbad.